# Franvillers
Franvillers est une commune française située dans le département de la Somme en région Hauts-de-France.

## Géographie

### Localisation

#### Communes limitrophes
| (Contay)   | Baizieux    | (Bresle)             |
| Béhencourt | Franvillers | (Ribemont-sur-Ancre) |
| Lahoussoye | Bonnay      | Heilly               |

### Description
Franvillers est un village picard de l'Amiénois situé  à 17 km au nord-est d'Amiens, 11 km au sud-ouest d'Albert (Somme) et 7 km nord de Corbie. Le sud du territoire communal est limité par l'ex-RN 29 (actuelle RD 929).
La commune est située sur un plateau qui domine les environs, le sol est à dominante argileuse et calcaire vers l'est de la commune.
En 2019, la localité est desservie par les lignes d'autocars du réseau interurbain Trans'80 Hauts-de-France (ligne no 36).

### Hydrographie
La commune est située dans le bassin Artois-Picardie. Elle n'est drainée par aucun cours d'eau.
La nappe phréatique était située à la fin du XIXe siècle à 100 mètres sous le niveau du sol. Avant l'installation de l'eau courante de la commune, quatre puits alimentaient les habitants, dont l'un avait une profondeur de 110 m.

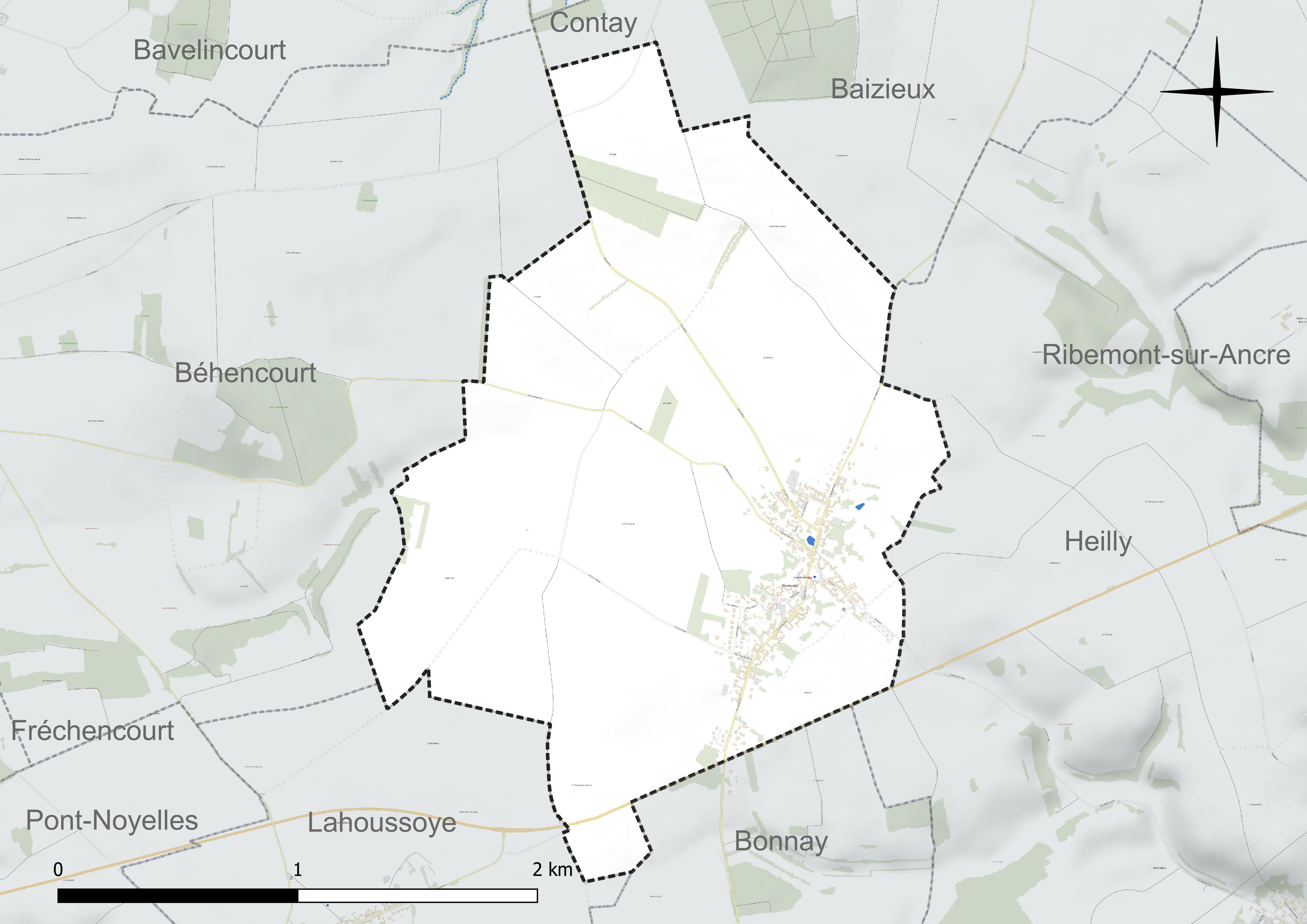
Réseau hydrographique de Franvillers.

### Climat
Pour des articles plus généraux, voir Climat des Hauts-de-France et Climat de la Somme.
En 2010, le climat de la commune est de type climat océanique dégradé des plaines du Centre et du Nord, selon une étude du CNRS s'appuyant sur une série de données couvrant la période 1971-2000. En 2020, Météo-France publie une typologie des climats de la France métropolitaine dans laquelle la commune est exposée à un climat océanique et est dans la région climatique Nord-est du bassin Parisien, caractérisée par un ensoleillement médiocre, une pluviométrie moyenne régulièrement répartie au cours de l'année et un hiver froid (3 °C).
Pour la période 1971-2000, la température annuelle moyenne est de 10,1 °C, avec une amplitude thermique annuelle de 14,3 °C. Le cumul annuel moyen de précipitations est de 802 mm, avec 12,4 jours de précipitations en janvier et 9,1 jours en juillet. Pour la période 1991-2020, la température moyenne annuelle observée sur la station météorologique la plus proche, située sur la commune de Méaulte à 11 km à vol d'oiseau, est de 10,7 °C et le cumul annuel moyen de précipitations est de 730,3 mm,. Pour l'avenir, les paramètres climatiques de la commune estimés pour 2050 selon différents scénarios d'émission de gaz à effet de serre sont consultables sur un site dédié publié par Météo-France en novembre 2022.

## Urbanisme

### Typologie
Au 1er janvier 2024, Franvillers est catégorisée commune rurale à habitat dispersé, selon la nouvelle grille communale de densité à sept niveaux définie par l'Insee en 2022.
Elle est située hors unité urbaine. Par ailleurs la commune fait partie de l'aire d'attraction d'Amiens, dont elle est une commune de la couronne,. Cette aire, qui regroupe 369 communes, est catégorisée dans les aires de 200 000 à moins de 700 000 habitants,.

### Occupation des sols
L'occupation des sols de la commune, telle qu'elle ressort de la base de données européenne d'occupation biophysique des sols Corine Land Cover (CLC), est marquée par l'importance des territoires agricoles (93,2 % en 2018), une proportion identique à celle de 1990 (93,2 %). La répartition détaillée en 2018 est la suivante : 
terres arables (93,2 %), zones urbanisées (6,8 %). L'évolution de l'occupation des sols de la commune et de ses infrastructures peut être observée sur les différentes représentations cartographiques du territoire : la carte de Cassini (XVIIIe siècle), la carte d'état-major (1820-1866) et les cartes ou photos aériennes de l'IGN pour la période actuelle (1950 à aujourd'hui).

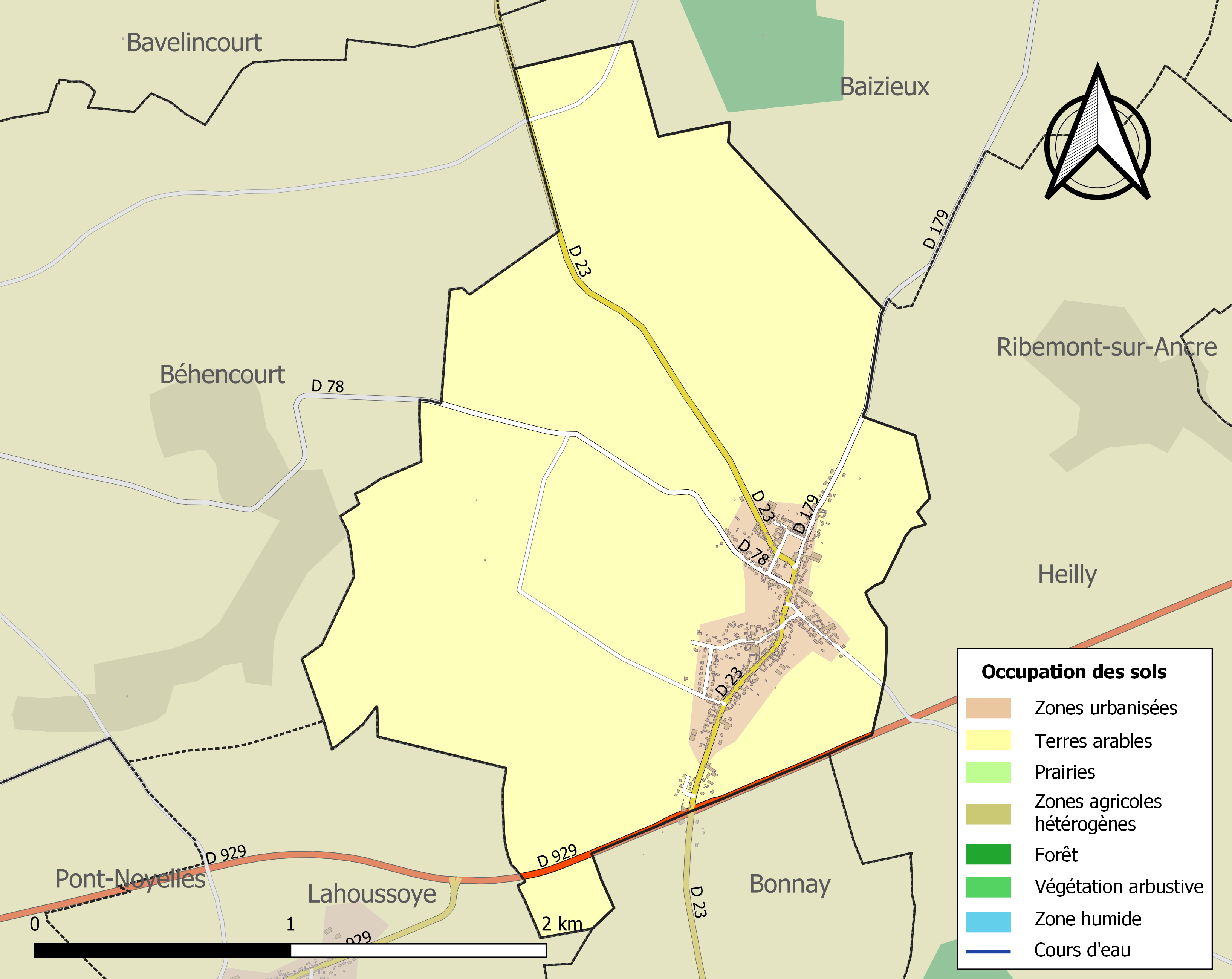
Carte des infrastructures et de l'occupation des sols de la commune en 2018 (CLC).

## Toponymie

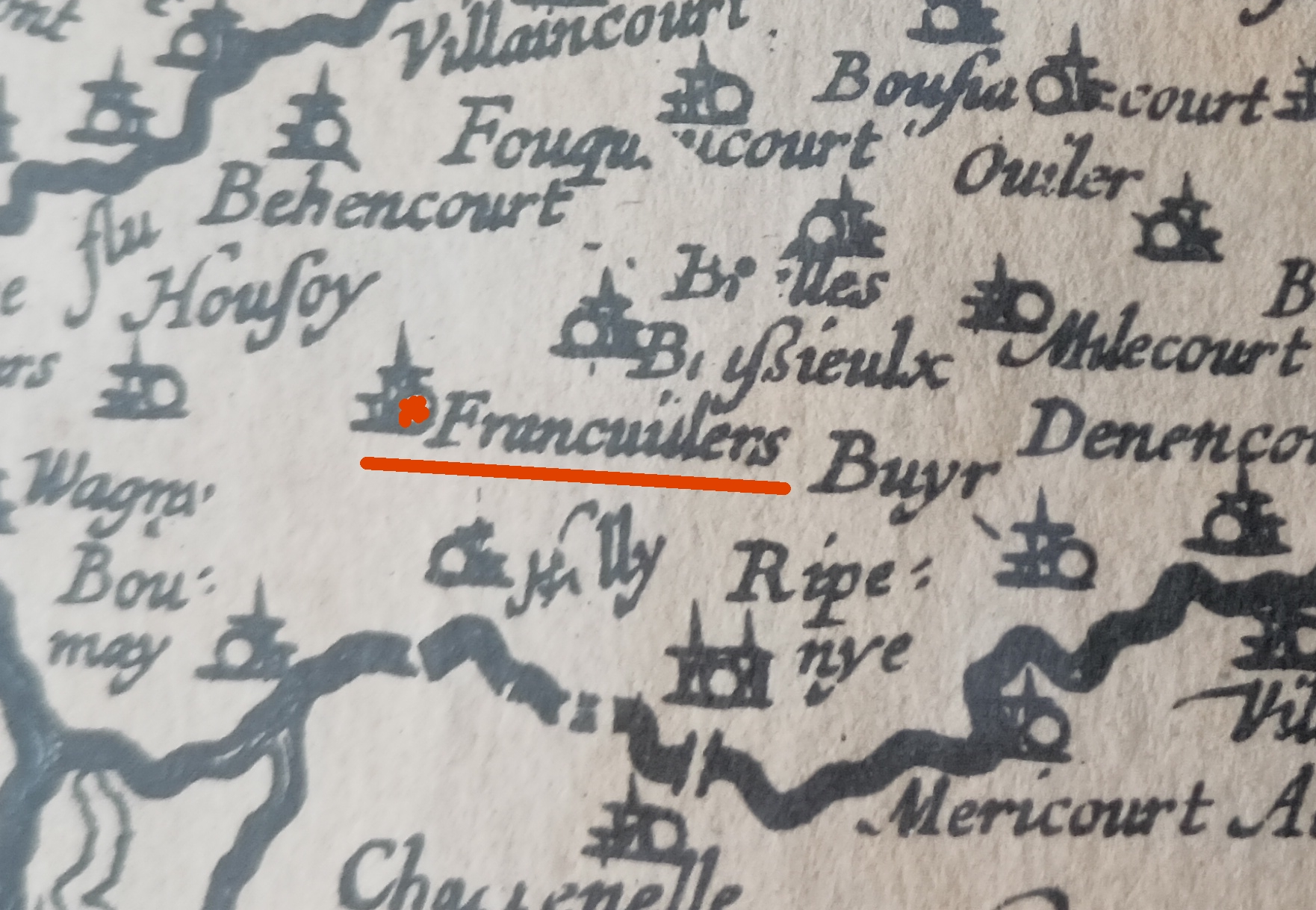
Sur une carte de la Picardie de 1620, Francvillers se nommait Francvillers (Villefranche).

Le nom de la localité est attesté sous les formes Franco villaris… ; Franviller en 1198 ; Prozaines en 1198 ; Fransviller entre 1237 et 1263 ; Franvilez en 1301 ; Francviller en 1331 ; Francvilla en 1392 ; Francvillers en 1579 ; Franvillier en 1648 ; Frenviller en 1567 ; Franvillé en 1638 ; Franvillers en 1757 ; Franqueville en 1787.

## Histoire

### Préhistoire
On a retrouvé, au XIXe siècle, sur le territoire de la commune, vers Contay et Ribemont-sur-Ancre, des haches en silex et des flèches en corne de cerf.

### Antiquité
Des traces d'une villa gallo-romaine ont été retrouvées sur le territoire de la commune. La route d'Amiens à Albert, qui limite au sud son territoire, est située sur le tracé d'une ancienne voie romaine reliant Amiens à Bavai.

### Moyen Âge
En 856, sous le règne de Charles le Chauve, Franvillers est brûlé par les Vikings qui sont repoussés par Odon IV, abbé de Corbie.
En 884, le roi Carloman II, serait mort au cours d'une partie de chasse au sanglier au lieu-dit le Fossé Péricot.
On a retrouvé sur le territoire de la commune, les vestiges d'une motte féodale.
Pendant la féodalité, la terre de Franvillers dépendait de l'abbaye de Corbie. « Antérieurement à 1198, un abbé en inféoda la moitié aux ancêtres d'Adam de Montdidier, dits la Rage, et ceux-ci usurpèrent le reste ». Franvillers dépendait également de la seigneurie d'Heilly.

### Époque moderne
En 1536, Franvillers est ravagé par les troupes d'Henri III de Nassau-Breda au service de Charles Quint.
En 1552, ce sont les troupes d'Adrien de Croÿ, comte du Rœulx, qui brûlent Franvillers.
Pendant la Guerre de Trente Ans, en 1636, au cours du siège de Corbie, Franvillers est encore une fois dévasté par les troupes d'Ottavio Piccolomini.

### Époque contemporaine
Franvilllers est situé à proximité de Contay, où une présence huguenote s'est maintenue à travers l'occupation espagnole puis la révocation de l'édit de Nantes et les persécutions qui s'ensuivirent. Après des lois de Charles X protégeant l'exercice de ce culte, des temples sont édifiés dans la Somme à partir de 1830. Une communauté protestante d'une trentaine de fidèles est mentionnée en 1840 à Franvillers. Un temple protestant y est édifié en 1854 sur un terrain acquis par les pasteurs Jacques Goulard de Contay et Théophile Guiral de Saint-Quentin, malgré l'opposition de la municipalité, du préfet et du ministre des cultes de l'époque. Il n'ouvre qu'en 1860 après de longues polémiques et sur l'insistance du consistoire local et du consistoire national,,.
Guerre franco-allemande de 1870

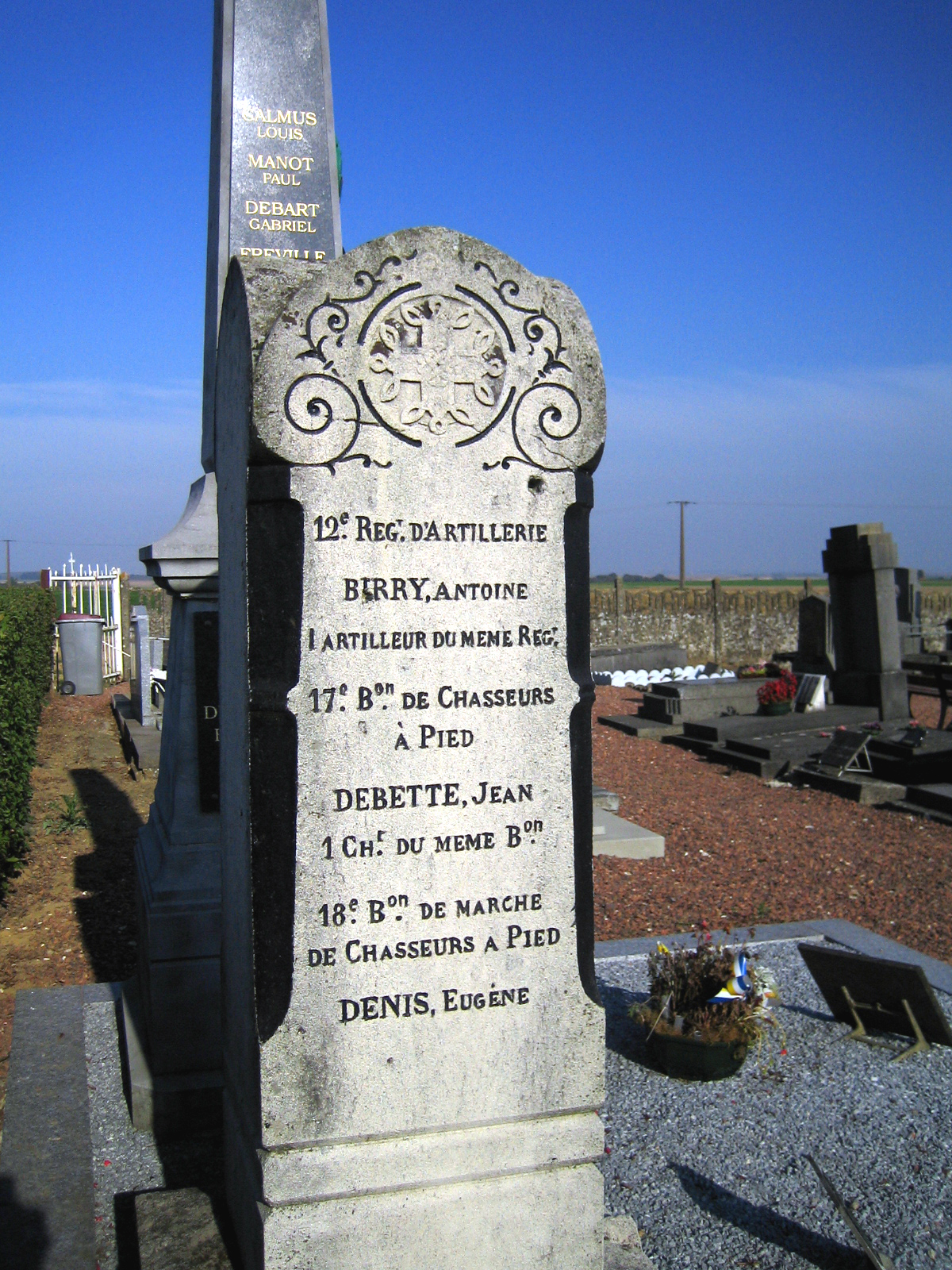
Le monument aux morts de 1870.

Les 23 et 24 décembre 1870, se déroula la bataille de l'Hallue entre Prussiens et Français durant la Guerre franco-allemande de 1870 sur le territoire de la commune de Pont-Noyelles. Les combats s'étendirent à d'autres communes du secteur dont Franvillers, ce qui explique la présence d'un monument à la mémoire des soldats morts au cours des affrontements.
Franvillers à la fin du XIXe siècle
À la fin du XIXe siècle, plusieurs activités industrielles contribuent à la prospérité de Franvillers :
- une carrière de silex employait une trentaine d'ouvriers en hiver ;
- une vingtaine de métiers à tisser des gilets de laine et des bas subsistaient dans la commune ;
- une cinquantaine d'ouvriers fabriquaient des chaussures de cuir.

En plus de l'agriculture, un pressoir à cidre, une entreprise de battage et un alambic complètent alors  la vie économique de la commune.
À la même époque, on relève de nombreux lieux-dits :  La Maladrerie, Saint-Cyr, Jeanlieu, les Urnes, La Follye, Sous la Chaussée (romaine), le Clichet, l'Arbre de la Vierge, le Casse-Nécot, Rues du Bourg, du Sac.
Première Guerre mondiale

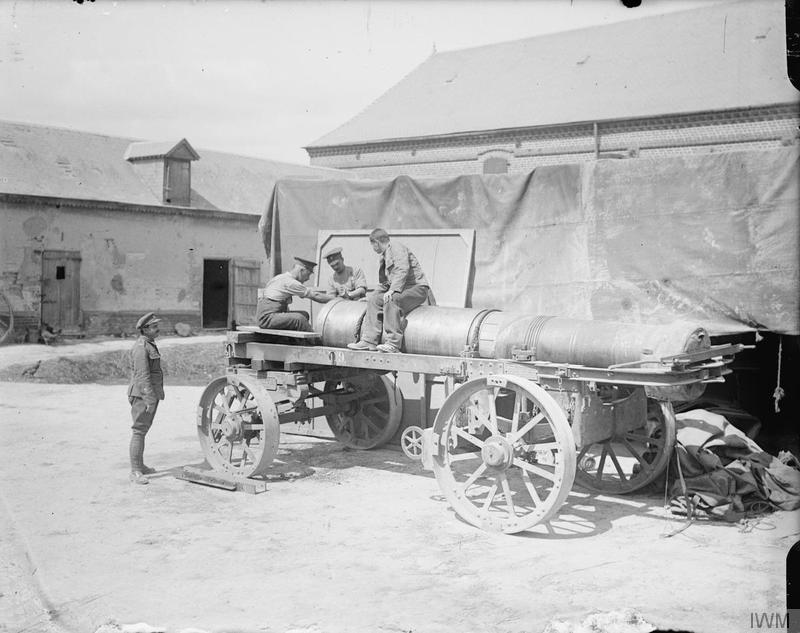
Soldats britanniques de lArmy Ordnance Corps réparant un canon d'artillerie lourde à Franvillers sur la route Albert-Amiens, août 1916, pendant la bataille de la Somme.

Pendant la Première Guerre mondiale, Franvillers est un village de l'arrière, néanmoins à proximité du front, notamment pendant la bataille de la Somme.
En 1917, le 31e bataillon d'infanterie australienne passa la nuit du 3 janvier et la matinée du 4 janvier à Franvillers alors qu'ils se rendaient à Cardonnette.

## Politique et administration
De 1790 à 1801, la commune relève de l'administration et de la justice de paix du canton de Querrieu.
En l'an VII et jusqu'au 10 germinal de l'an VIII (30 mars 1800), tous les mariages civils du canton sont prononcés au chef-lieu, conformément à l'article IV de la Loy du 13 fructidor de l'an VI (30 août 1798).
Rattachements administratifs
La commune se trouve dans l'arrondissement d'Amiens du département de la Somme.
Elle faisait partie depuis 1801 du canton de Corbie. Dans le cadre du redécoupage cantonal de 2014 en France, cette circonscription administrative territoriale a disparu, et le canton n'est plus qu'une circonscription électorale.
Rattachements électoraux
Pour les élections départementales, la commune fait partie depuis 2014 d'un nouveau  canton de Corbie
Pour l'élection des députés, elle fait partie de la quatrième circonscription de la Somme.

### Intercommunalité
Franvillers est membre de la communauté de communes du Val de Somme, un établissement public de coopération intercommunale (EPCI) à fiscalité propre créé fin 1993 et auquel la commune avait transféré un certain nombre de ses compétences, dans les conditions déterminées par le code général des collectivités territoriales.

### Liste des maires
| Période                                  | Période                      | Identité      | Étiquette | Qualité |
| ---------------------------------------- | ---------------------------- | ------------- | --------- | ------- |
| Les données manquantes sont à compléter. |                              |               |           |         |
| mars 2001                                | 2008                         | Lucien Debroy |           |         |
| mars 2008                                | mai 2020                     | Maxime Cornet |           |         |
| mai 2020                                 | En cours (au 8 octobre 2020) | Délia Sanjuan |           |         |

## Population et société

### Démographie
L'évolution du nombre d'habitants est connue à travers les recensements de la population effectués dans la commune depuis 1793. Pour les communes de moins de 10 000 habitants, une enquête de recensement portant sur toute la population est réalisée tous les cinq ans, les populations de référence des années intermédiaires étant quant à elles estimées par interpolation ou extrapolation. Pour la commune, le premier recensement exhaustif entrant dans le cadre du nouveau dispositif a été réalisé en 2006.

En 2022, la commune comptait 555 habitants, en évolution de +6,94 % par rapport à 2016 (Somme : −1,26 %, France hors Mayotte : +2,11 %).
| 1793 | 1800 | 1806 | 1821  | 1831  | 1836  | 1841  | 1846  | 1851  |
| ---- | ---- | ---- | ----- | ----- | ----- | ----- | ----- | ----- |
| 718  | 795  | 937  | 1 046 | 1 211 | 1 137 | 1 158 | 1 185 | 1 143 |

| 1856  | 1861  | 1866  | 1872 | 1876 | 1881 | 1886 | 1891 | 1896 |
| ----- | ----- | ----- | ---- | ---- | ---- | ---- | ---- | ---- |
| 1 119 | 1 047 | 1 024 | 983  | 894  | 804  | 766  | 747  | 729  |

| 1901 | 1906 | 1911 | 1921 | 1926 | 1931 | 1936 | 1946 | 1954 |
| ---- | ---- | ---- | ---- | ---- | ---- | ---- | ---- | ---- |
| 656  | 608  | 570  | 469  | 446  | 428  | 397  | 398  | 445  |

| 1962 | 1968 | 1975 | 1982 | 1990 | 1999 | 2006 | 2011 | 2016 |
| ---- | ---- | ---- | ---- | ---- | ---- | ---- | ---- | ---- |
| 448  | 426  | 427  | 481  | 519  | 493  | 498  | 525  | 519  |

| 2021 | 2022 | - | - | - | - | - | - | - |
| ---- | ---- | - | - | - | - | - | - | - |
| 539  | 555  | - | - | - | - | - | - | - |

### Enseignement
En 2020, les enfants de la commune sont scolarisés au sein d'un regroupement pédagogique intercommunal rassemblant Bonnay, Lahoussoye et Franvillers.

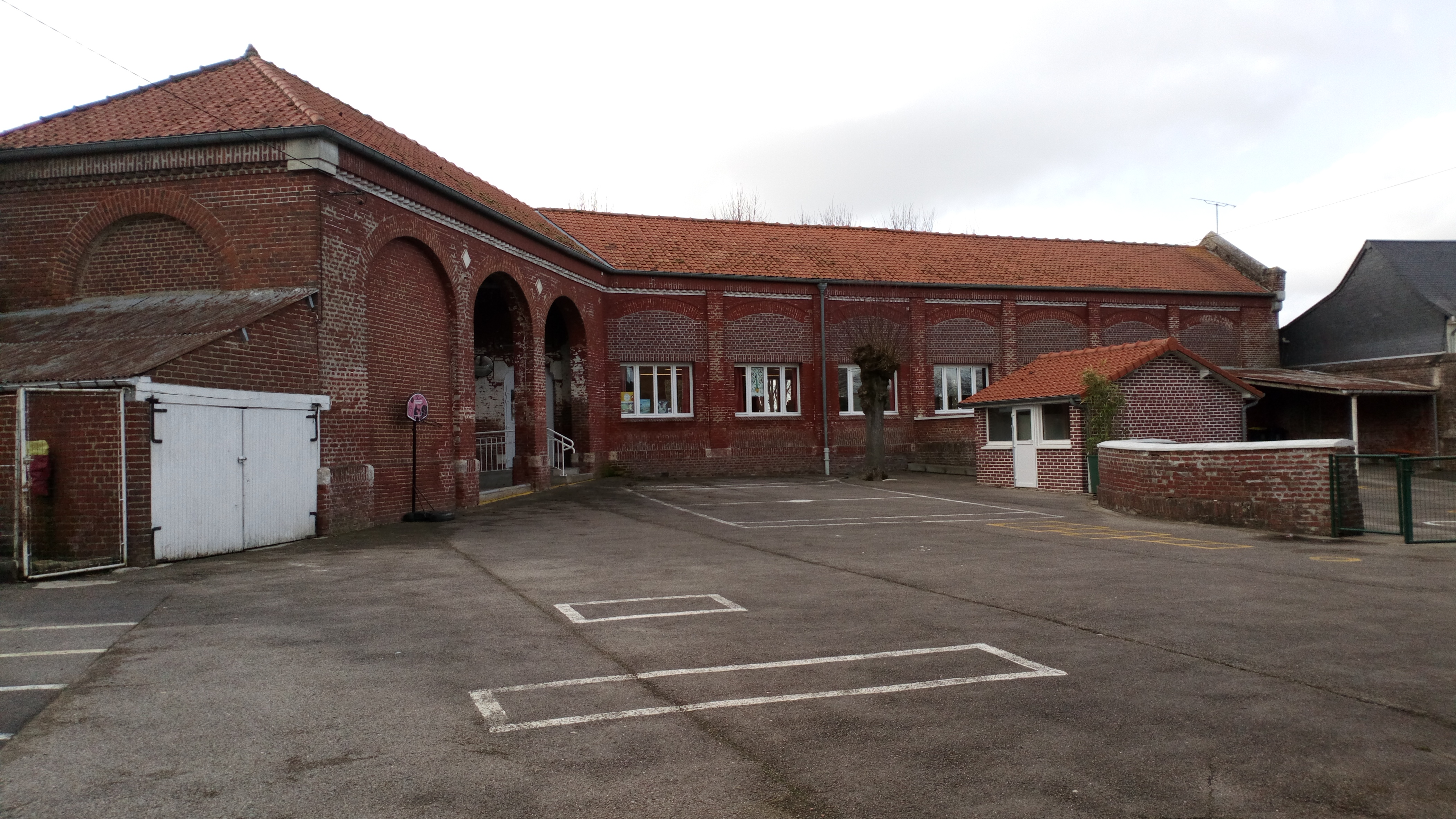
L'école communale en 2020.

## Économie
L'activité économique de la commune est dominée par l'agriculture mais une petite activité commerciale et artisanale subsiste[Quand ?].

## Culture locale et patrimoine

### Lieux et monuments
- L'église Saint-Cyr-et-Sainte-Julitte, du XVIIIe siècle, dotée de deux nefs[31],[16] doit son nom à saint Cyr et à sa mère sainte Julitte, deux martyrs chrétiens du IVe siècle.

L'église Saint-Cyr-et-Sainte-Julitte
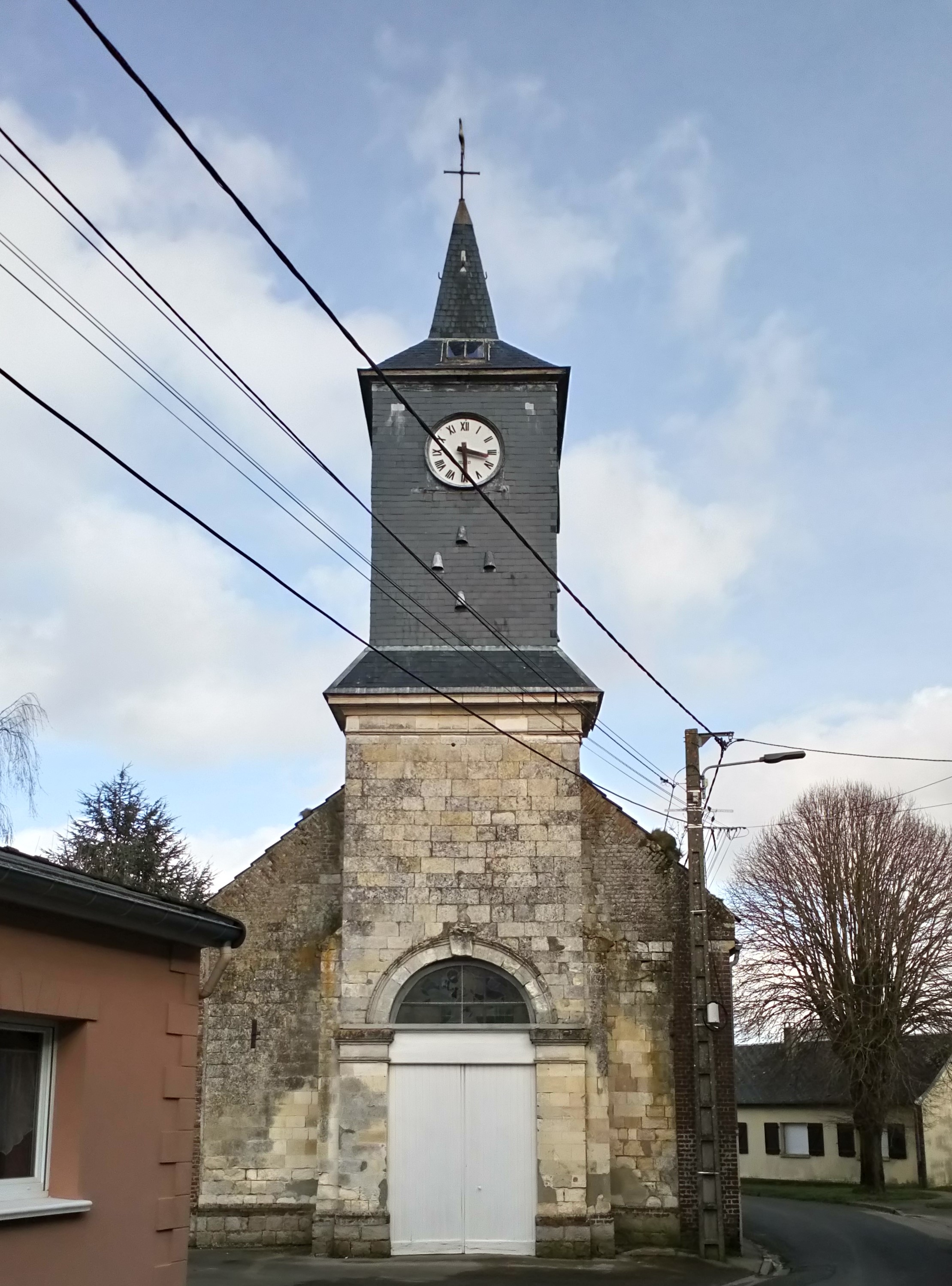
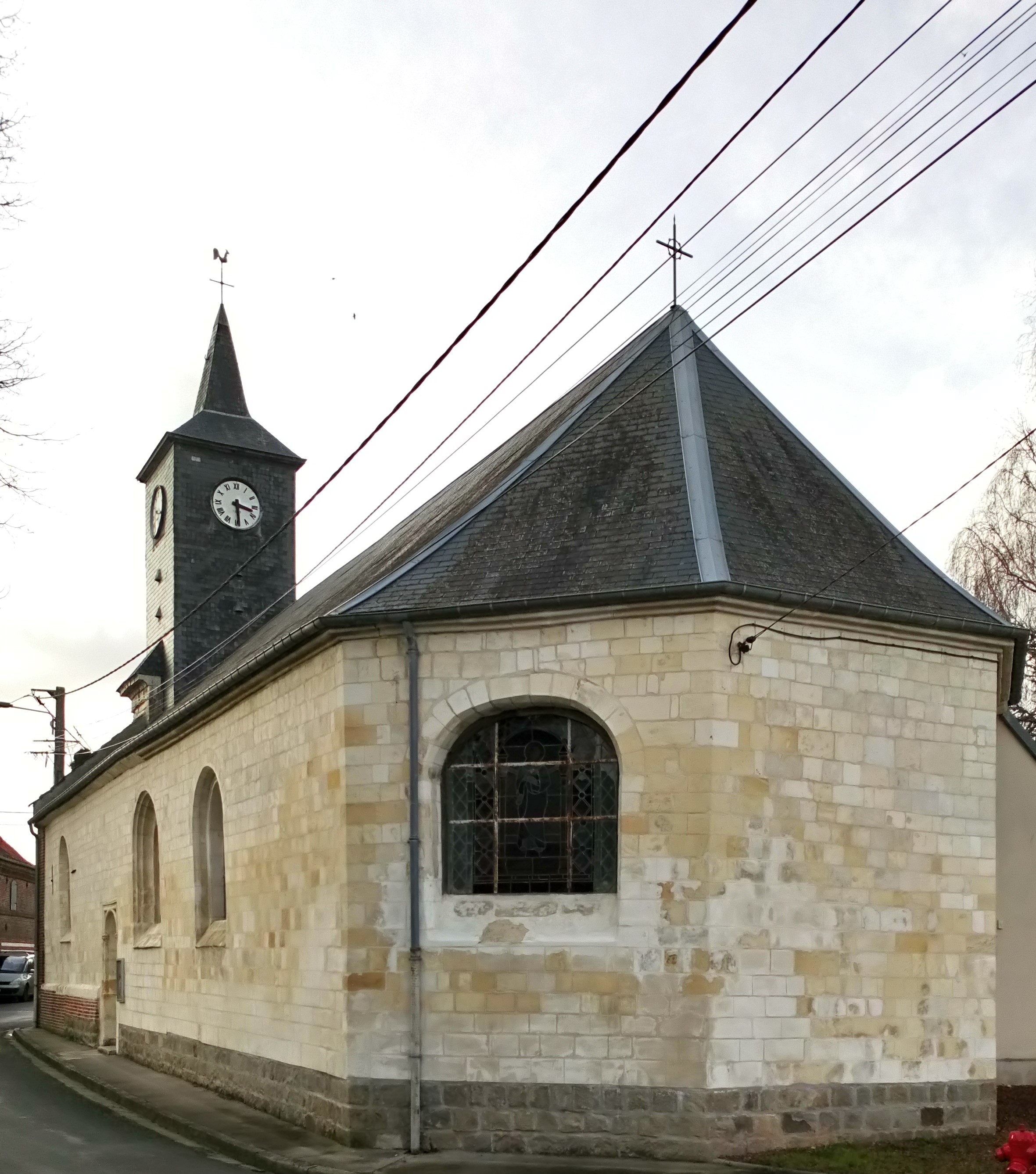
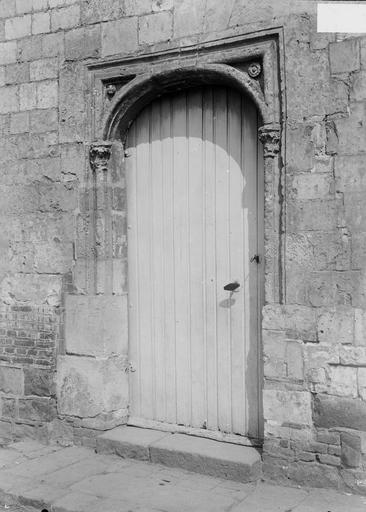
Porte latérale  de l'église en 1914...
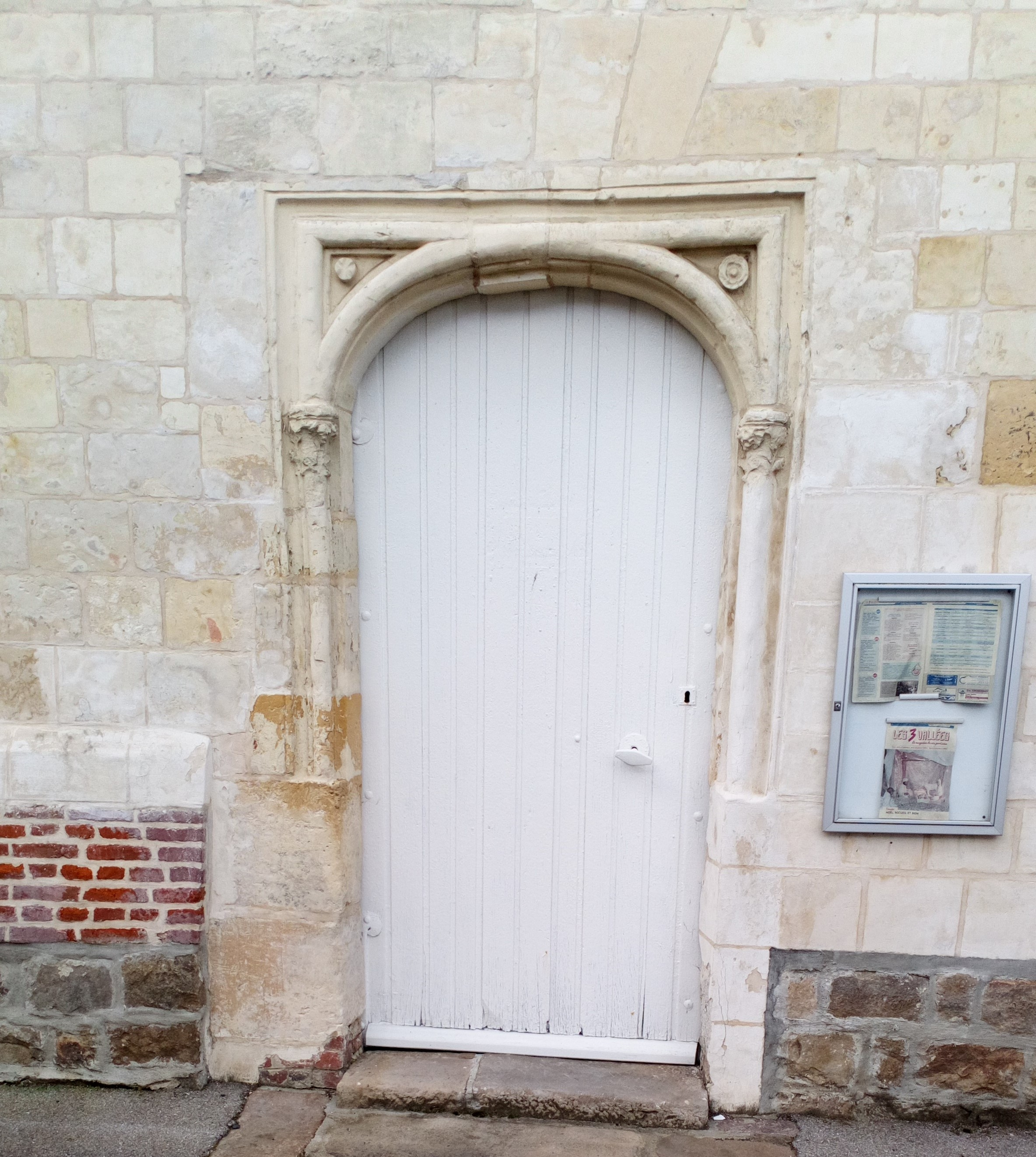
... et  en 2020

- Ancien temple protestant[32], vendu en 1905. La partie aux doubles fenêtres est le temple initial de 1854, la partie de droite est l'ancien presbytère[19].

- Oratoire du bois d'Heilly[31]. Bâti par Mme Lavoix de Corbie en 1863, il abrite une Vierge en plâtre[33].

- Le monument aux morts de 1914-1918 se dresse, dans le cimetière, à droite d'un autre dédié aux victimes de la guerre de 1870[34],[35],[36].
- Cimetière militaire[37], prolongeant le cimetière communal. Une croix du Sacrifice y est dressée, comme dans la plupart des cimetières du Commonwealth de la région.

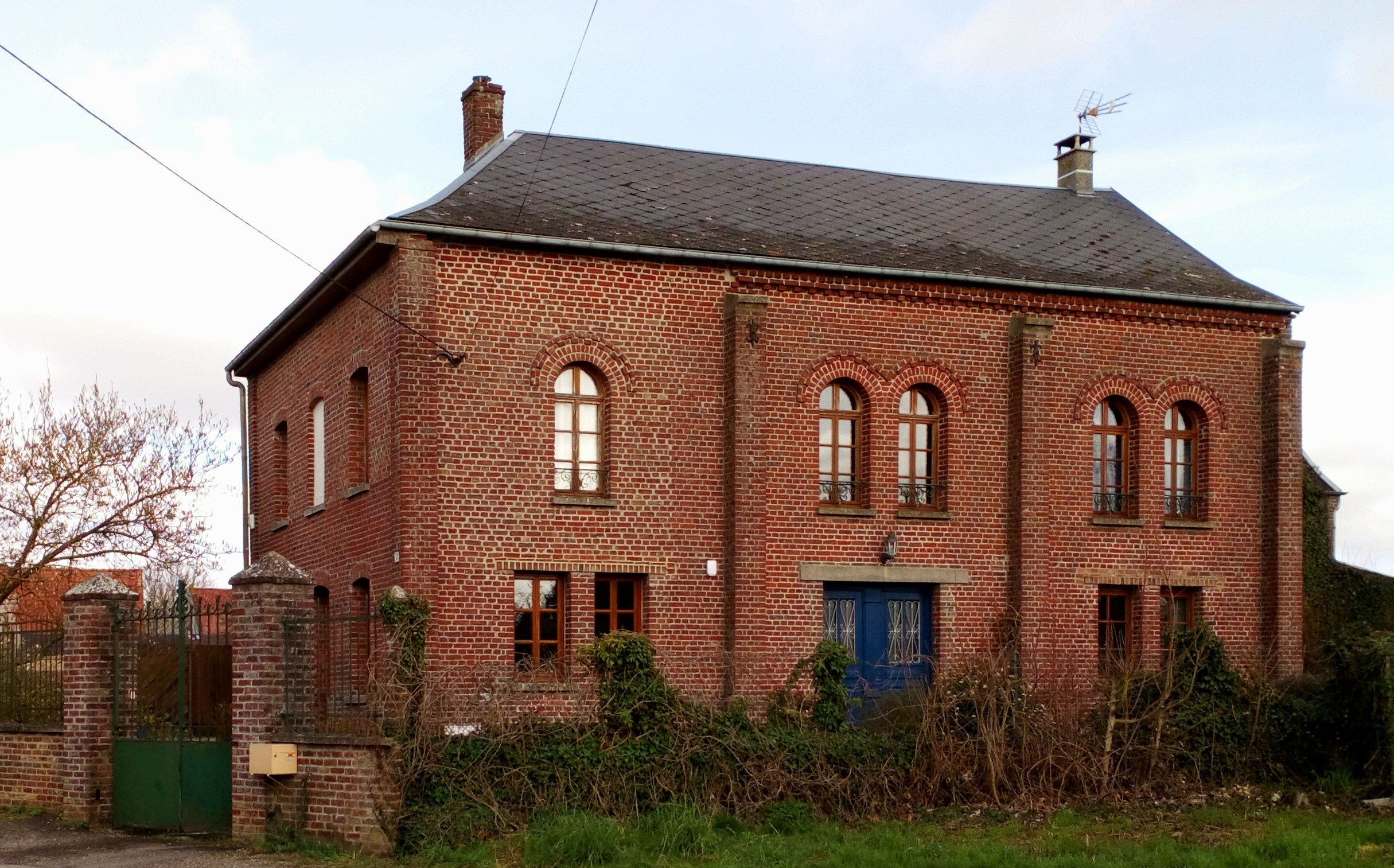
L'ancien temple protestant.
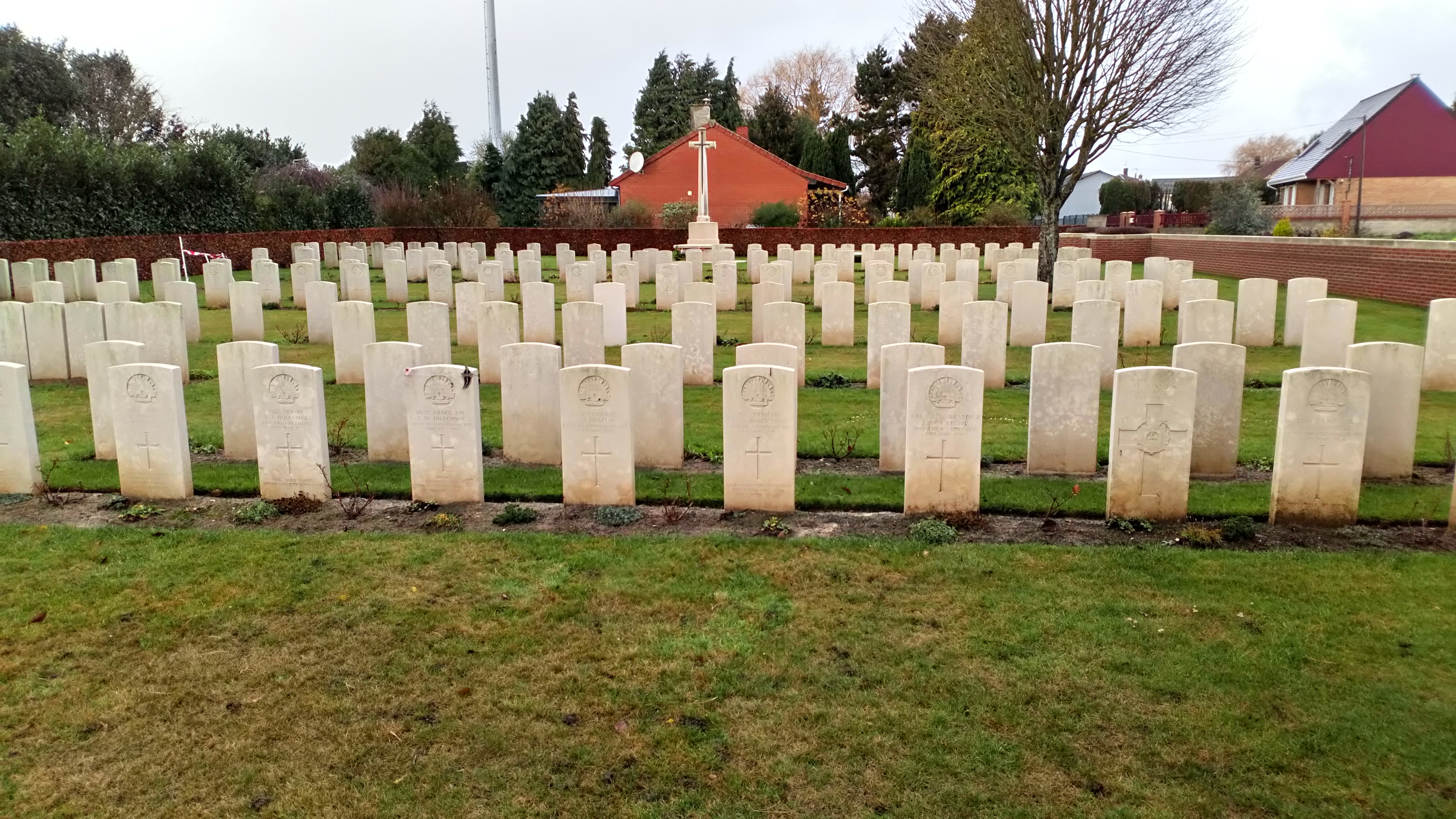
Cimetière militaire britannique
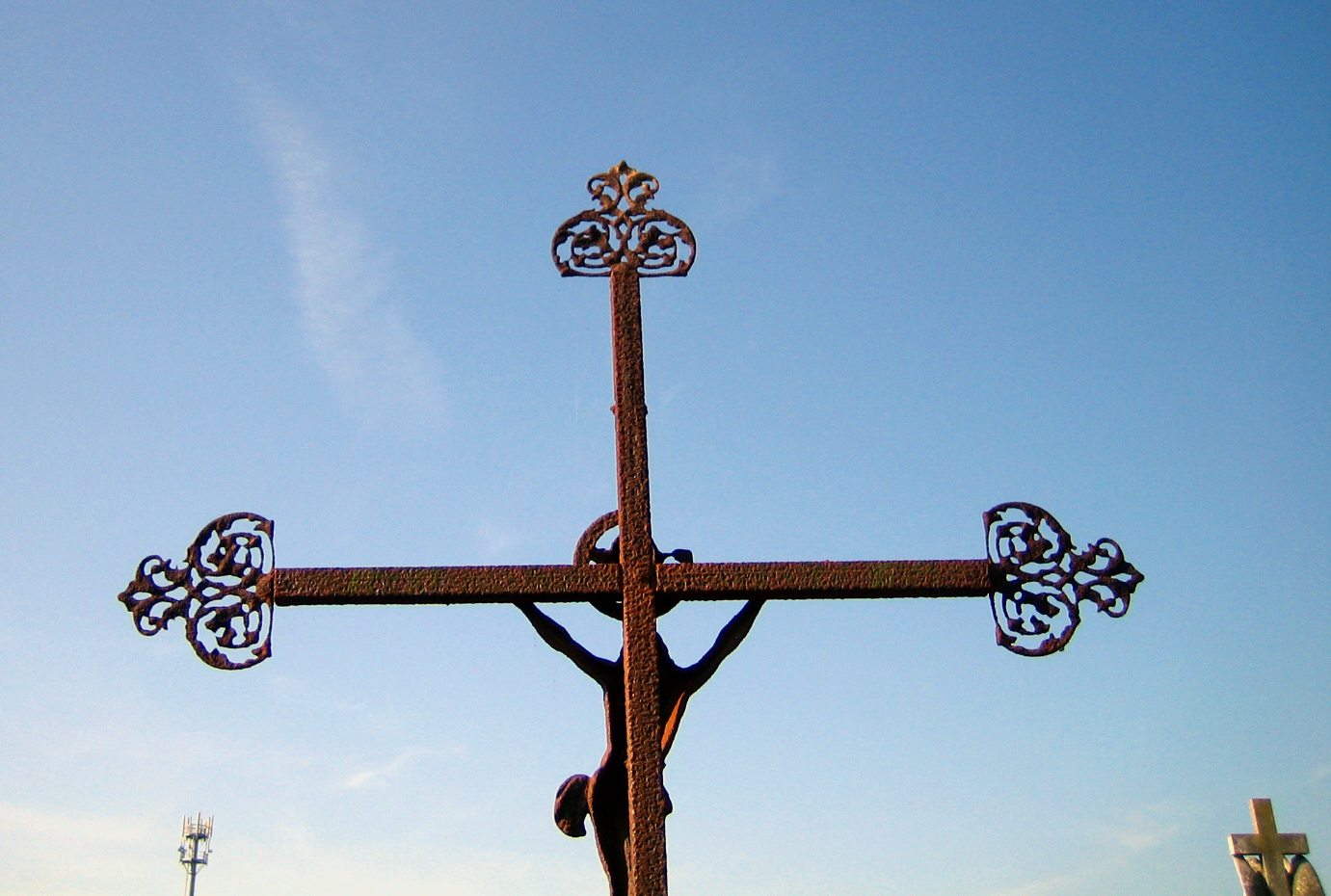
Une des croix de fer forgé subsistant au cimetière.
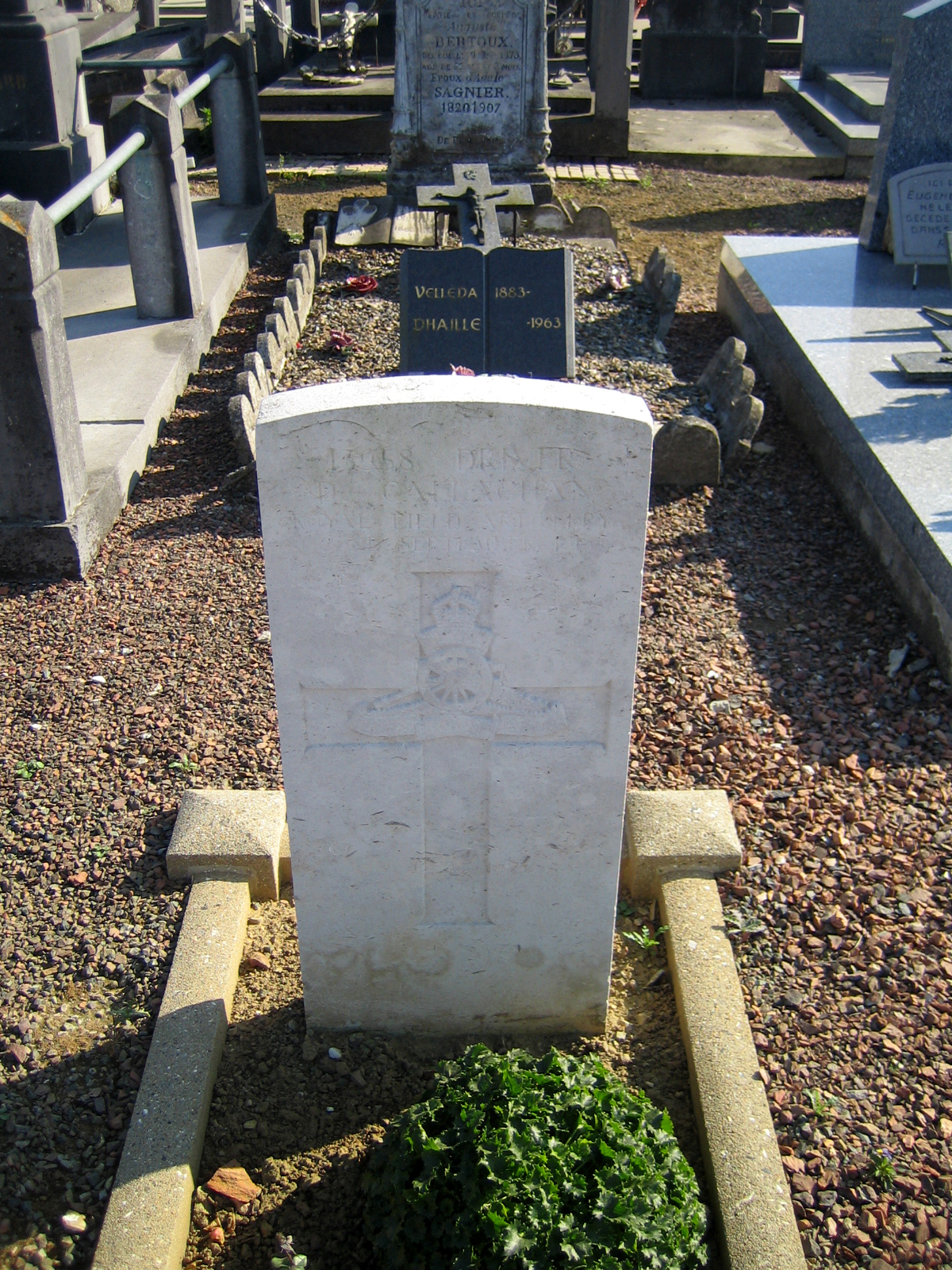
Une des tombes militaires du cimetière communal (D. Callaghan, Royal Field Artillery).
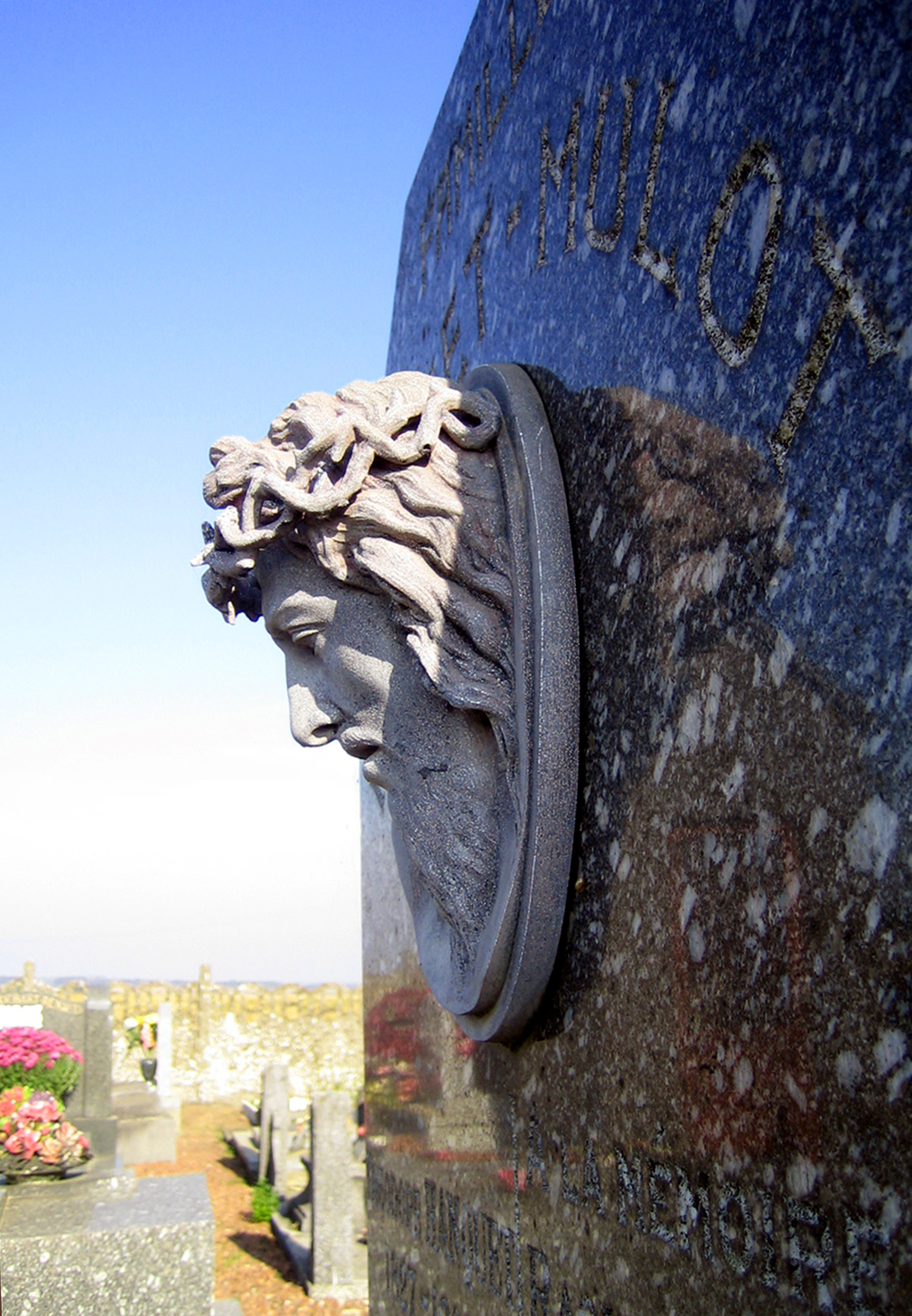
Détail de la tombe Hanquet-Mulot.

### Personnalités liées à la commune
- Augustin Crampon (1826-1894), chanoine du chapitre cathédral d'Amiens, traducteur et exégète de la Bible, natif de Franvillers.

### Héraldique
| Blason de Franvillers | Blason  | De sable fretté d'or entre-semé de fleurs de lis du même. |
| Blason de Franvillers | Détails | Ce blason s'inspire des armoiries de la famille de Belleforière seigneurs de Franvillers. Les armoiries de Franvillers ont été légèrement modifiées, elles sont d'or au lieu d'argent. Le statut officiel du blason reste à déterminer. |

## Pour approfondir